# Xenofōn Zolōtas
Xenofōn Zolōtas (in alfabeto greco: Ξενοφών Ζολώτας; Atene, 26 marzo 1904 – Atene, 11 giugno 2004) è stato un economista greco.
Ha ricoperto, ad oltre 85 anni, la carica di Primo ministro della Repubblica Ellenica ad interim dal 23 novembre 1989 all'11 aprile 1990. È morto nel 2004, a ben 100 anni.

## Biografia
Proveniente da una famiglia benestante di orefici, si laureò in giurisprudenza all'Università di Atene e in Scienze Economiche alla Sorbona di Parigi.

## Carriera
Nel 1928 ottenne la cattedra di Scienza delle finanze all'Università di Salonicco e due anni più tardi la stessa cattedra a quella di Atene. Nel 1932 divenne membro dell'Accademia di Atene e ricoprì la carica di ministro per il coordinamento nel governo di transizione diretto da Dimitrios Kiousopoulos.
Ricoprì la stessa carica nel governo di unità nazionale del 1974.
Dal 23 novembre 1989 fino all'11 aprile 1990 fu a capo di un governo di transizione, il cosiddetto "governo ecumenico" perché aveva il sostegno di tutte le forze parlamentari.
Ricoprì altresì diverse cariche nel Fondo Monetario Internazionale e nella Commissione europea.
Fu governatore della Banca di Grecia fino al 1981, data del suo ritiro, dopodiché ne mantenne il titolo di Presidente onorario.